# Krasny Kavkaz (1932)
El crucero ligero Krasny Kavkaz (en ruso: Красный Кавказ, lit. 'Cáucaso Rojo') fue un crucero de la Clase Almirante Najímov de la Armada soviética que comenzó a construirse durante la Primera Guerra Mundial, pero aún estaba incompleto cuando estalló la Revolución rusa de 1917. Su diseño fue ampliamente modificado por los soviéticos, razón por la cual no se completó hasta 1932. Durante la Segunda Guerra Mundial apoyó a las tropas soviéticas durante el sitio de Odesa, el sitio de Sebastopol, y en la batalla de la península de Kerch en el invierno de 1941-42. el 3 de abril de 1942, se le concedió el título de Guardias. En mayo de 1947, fue reclasificado como buque escuela, antes de ser hundido como buque objetivo en 1952. 

## Construcción
El 18 de octubre de 1913, se inició su construcción en el Astillero Rossud como Almirante Lazarev de la Armada Imperial Rusa como un crucero de la clase Svetlana, fue botado el 8 de junio de 1916. La construcción fue abandonada en 1917 debido a la Revolución de Octubre cuando el barco había sido completado en un 63%. En la segunda mitad de 1918, el Departamento de Marina del Hetman Pavlo Skoropadskyi participó en la finalización del barco. El 25 de enero de 1919, el barco pasó a llamarse formalmente Hetman Petro Doroshenko, pero Mykolaiv fue capturado poco después por la Entente. El casco estaba relativamente intacto y los soviéticos decidieron terminar el barco con un diseño modificado. Fue rebautizado como Krasny Kavkaz el 14 de diciembre de 1926 y se completó con un diseño modernizado, y el 25 de enero de 1932 fue asignado a la Flota del Mar Negro.

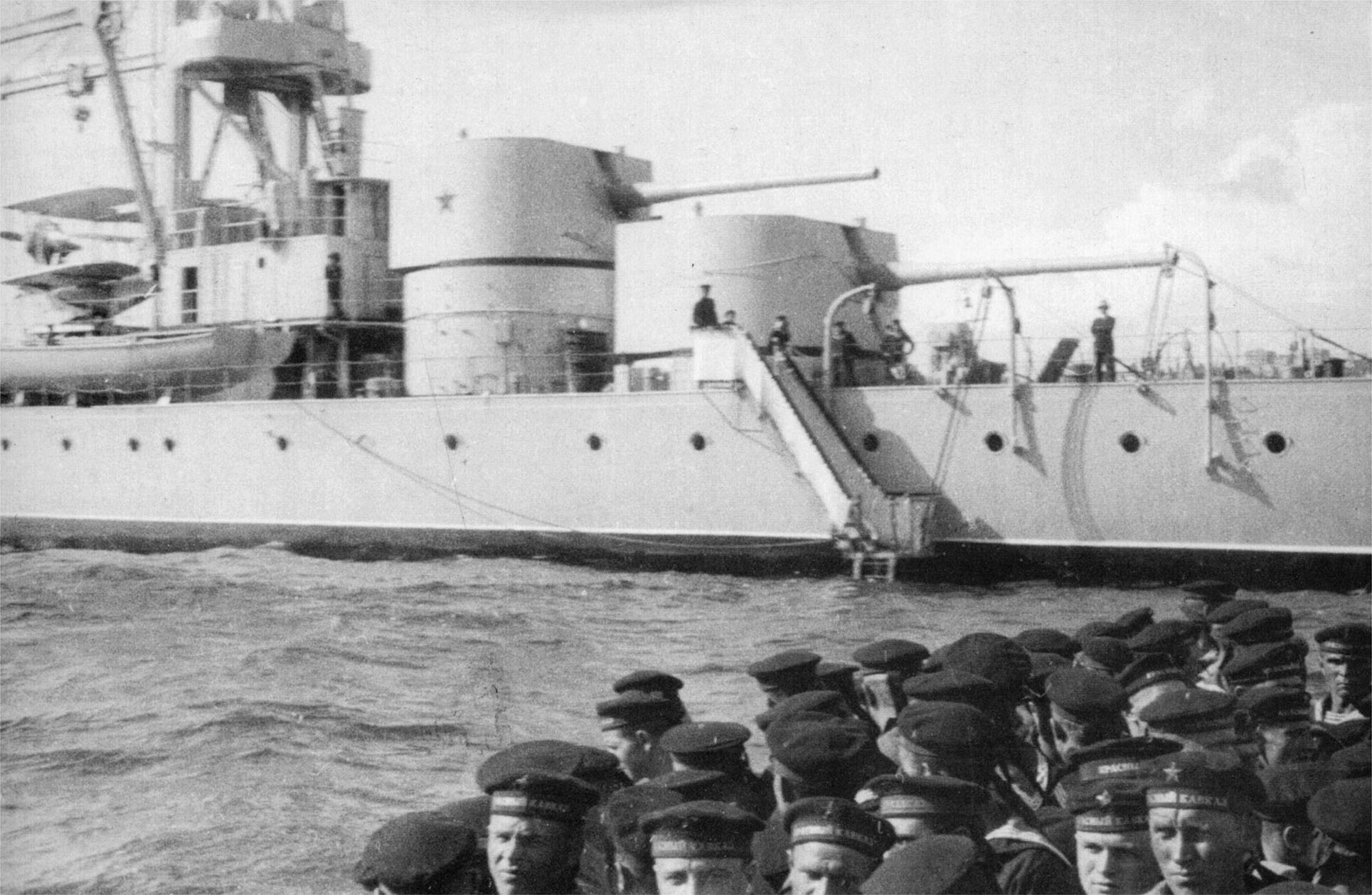
Torretas individuales MK-1-180 de 180 mm a bordo del crucero

El armamento principal del crucero estaba pensado para acomodar ocho cañones de 203 mm en cuatro torretas dobles, pero esto era imposible dado su pequeño y ligero casco. Por lo que se intentó instalar el nuevo cañón B-1-K de calibre 57 de 180 mm en tres torretas gemelas. Pero el cañón  B-1-K  en desarrollo también resultó impracticable y los soviéticos tuvieron que conformarse con instalar cuatro torretas de cañón MK-1-180 de 180 mm, dos en cada extremo. Su superestructura tuvo que ser revisada para acomodar todas estas torretas, razón por la que hubo que eliminar todas las torretas del cañón B7 Pattern 1913 de 130 mm. 
Cuando se completó, su armamento secundario consistía únicamente en cuatro cañones antiaéreos M1914/15 calibre 30 de 76,2 mm montados entre sus embudos. Sus tubos de torpedo internos originales fueron reemplazados por doce tubos lanzatorpedos de 533 mm en cuatro montajes triples montados a cada lado de la cubierta principal a popa del salto de proa. Le instalaron una grúa para el manejo de aviones, pero la catapulta detrás de su embudo trasero no fue instalada hasta 1935 cuando se importó una catapulta de la empresa alemana Heinkel. También fue equipado con rieles de minas con una capacidad de hasta 120 minas.

## Historial de combate

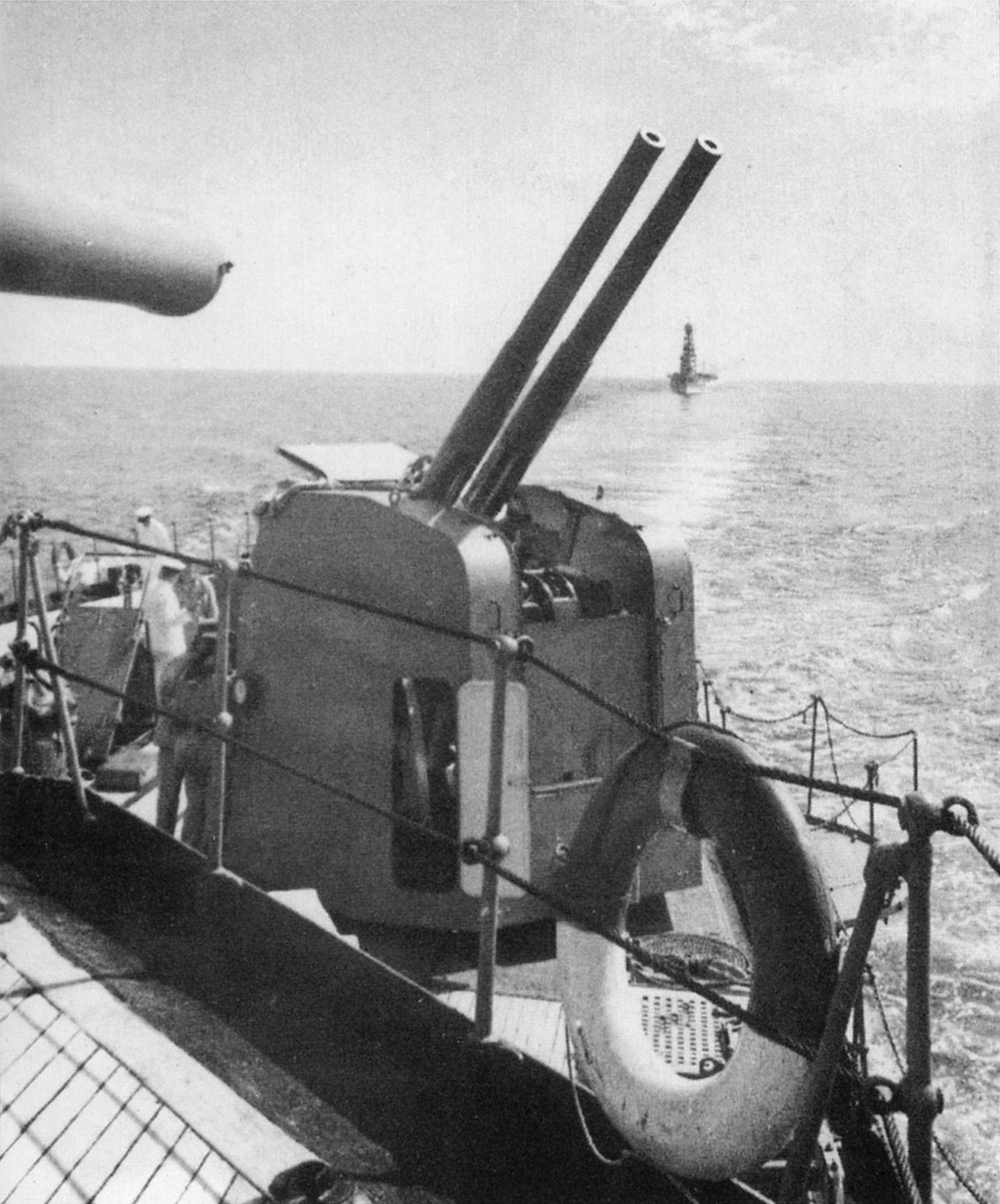
Uno de los montajes dobles "Minizini" del crucero Krasny Kavkaz.

En mayo de 1932, poco después de su puesta en servicio, chocó contra el crucero ligero Komintern y sufrió graves daños en su proa. Fue reconstruido extensamente y se le aumentó su eslora total en más de once metros. En 1933 realizó visitas a puertos de Turquía, Grecia e Italia.
Fue reacondicionado antes del inicio de la Operación Barbarroja, probablemente alrededor de 1940, se eliminó la catapulta y su armamento antiaéreo fue incrementado considerablemente. Sus cuatro cañones Lender AA de 76,2 mm se cambiaron por cuatro cañones gemelos Minizini italianos de 100 mm de calibre 47 y recibió cuatro monturas individuales para los cañones semiautomáticos 34-K de 76,2 mm, así mismo recibió seis ametralladoras AA DShK de 12,7 mm. También se instalaron dos soportes individuales para cañones 34-K, uno a cada lado del alcázar, justo detrás de la torreta principal trasera. Es posible que algunas de estas armas se hubieran instalado antes, las fuentes no están claras. Mientras estaba en reparación en Poti a fines de 1942, se la añadió un par de tubos lanzatorpedos en popa y recibió dos monturas Minizini más, rescatadas del crucero hundido Chervona Ukraina. También se instalaron diez monturas individuales para la versión naval del cañón AA M1939 (61-K) de 37 mm. En 1944 también estaba equipado con una montura cuádruple MK III de ametralladora Vickers .50 en la parte superior de cada una de sus torretas de los cañón principales superfluyentes y es posible que también utilizara un cañón Oerlikon 20 mm.

### Segunda Guerra Mundial

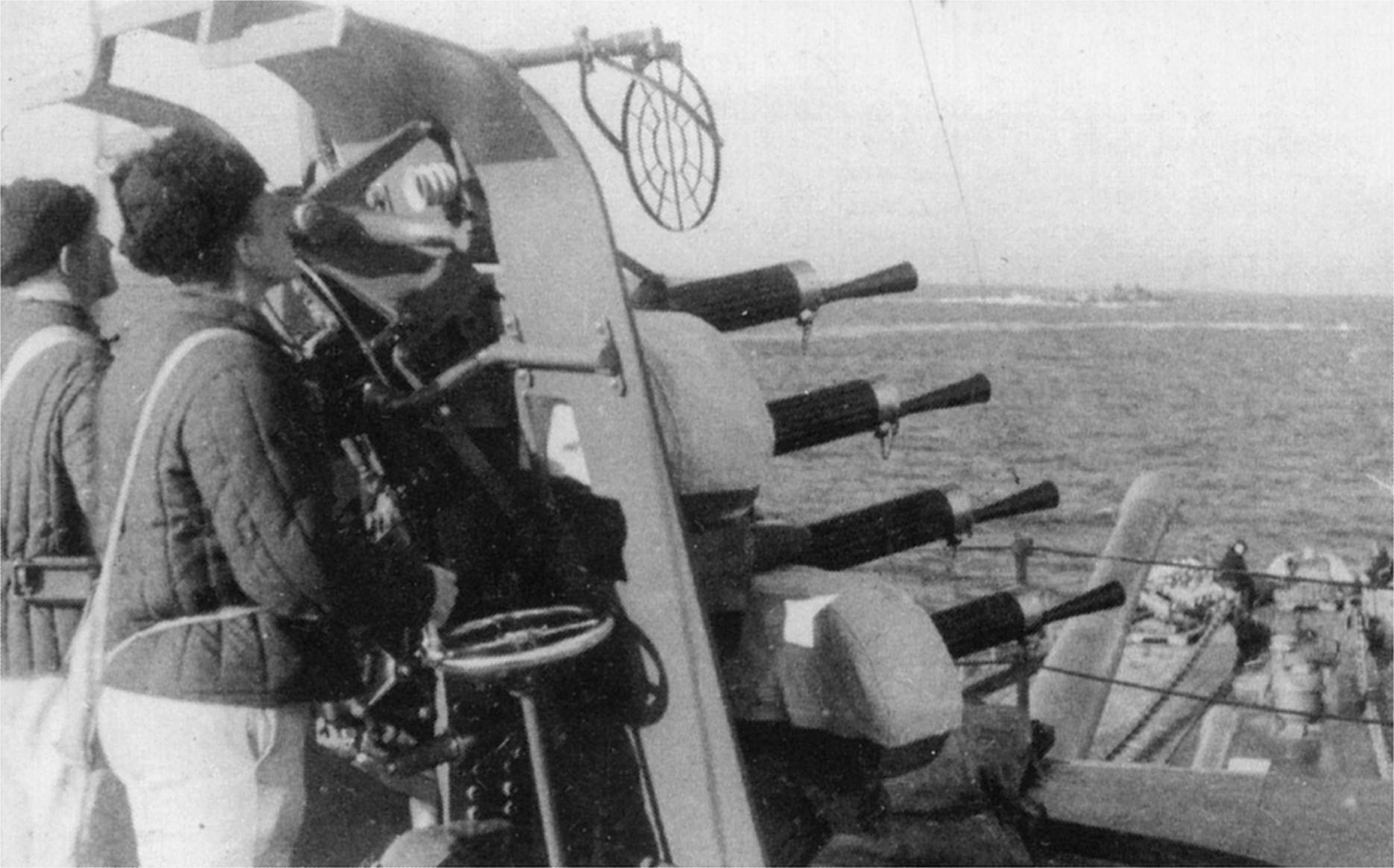
Montaje cuádruple Vickers soviético de 12,7 mm en el crucero Krasny Kavkaz

El 22 de junio, el crucero Krasny Kavkaz, en compañía de los cruceros Chervona Ukraina, Komintern y varios destructores, realizaron un sembrado de minas defensivo para proteger la base de la Flota del Mar Negro en Sebastopol. Brindó apoyo con fuego naval de sus baterías principales a las fuerzas soviéticas que defendían Odessa y escoltó convoyes que llevaban a la 157.º División de Fusileros a Odesa durante el mes de septiembre de 1941. También transportó un batallón del 3.er Regimiento de la Infantería de Marina desde Sebastopol en un exitoso asalto anfibio detrás de las líneas rumanas para destruir las baterías costeras enemigas cerca de Fontanka y Dofinovka. Del 3 al 6 de octubre, escoltó convoyes que evacuaron a la 157.º División de Fusileros de Odesa a Sebastopol y escoltó al convoy de evacuación final durante la noche del 15 al 16 de octubre. Ayudó a transportar a la 388.ª División de Fusileros desde Novorossiysk y Tuapse a Sebastopol entre el 7 y el 13 de diciembre y la 354.ª División de Fusileros entre el 21 y el 22 de diciembre, además bombardeando posiciones alemanas en el ínterin.

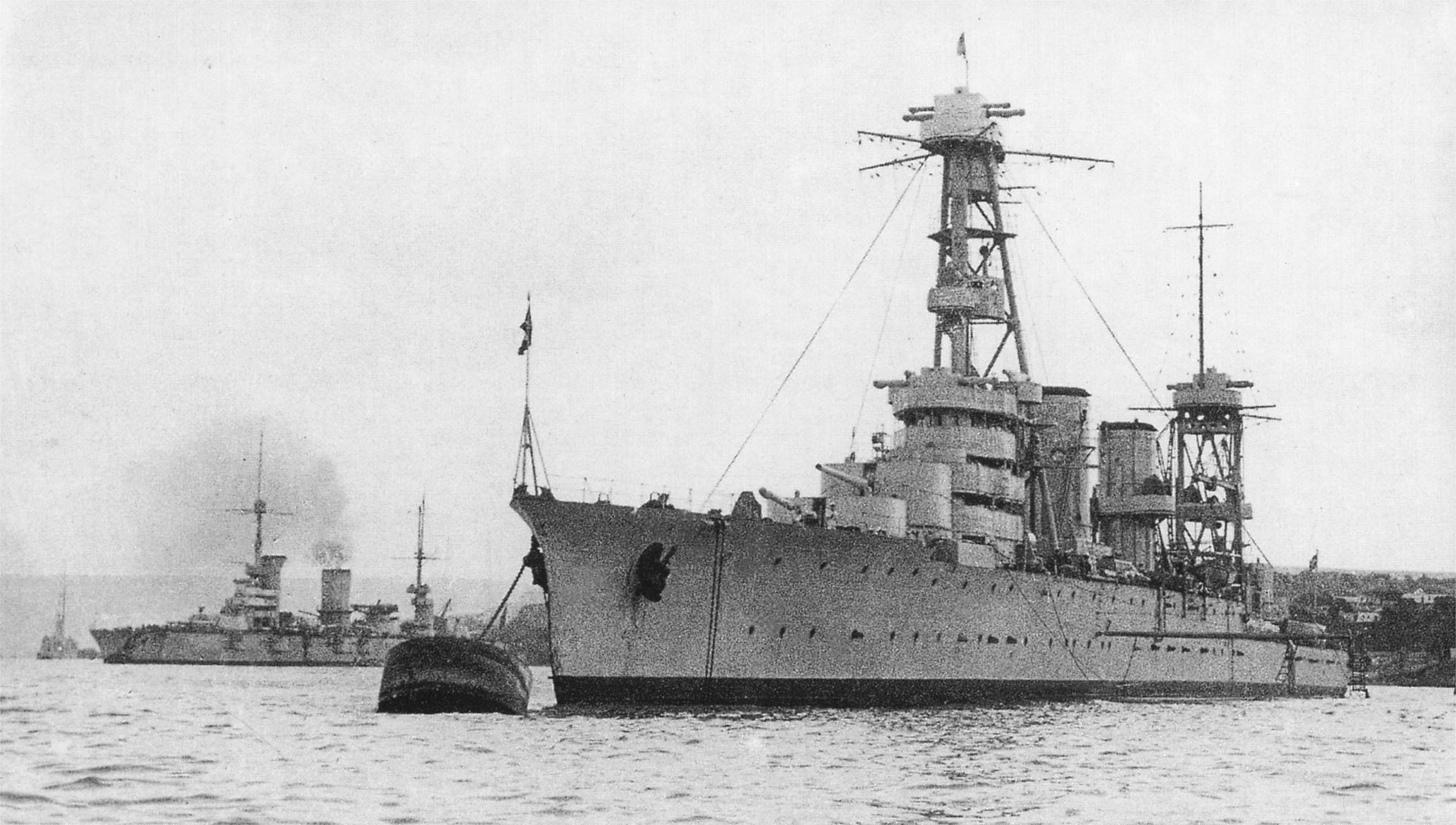
El crucero Krasny Kavkaz (primer plano) y el acorazado Parizhskaya Kommuna

El 29 de diciembre de 1941, durante la Operación Kerch-Teodosia, el Krasny Kavkaz navegó hasta el puerto de Teodosia y desembarcó refuerzos y proporcionó fuego de apoyo naval a las tropas soviéticas que ya estaban en tierra. Fue alcanzado diecisiete veces por la artillería del Eje y varios disparos de mortero lanzados en represalia. El 1 y 3 de enero transportó suministros y refuerzos para la cabeza de puente soviética en la Península de Kerch. En el viaje de regreso fue gravemente dañado por varios ataque aéreos realizados por bombarderos en picado Junkers Ju 87 Stuka alemanes del II./StG 77. Cuatro explosiones cerca de su popa dañaron su dirección, el eje de la hélice izquierdo, destruyó una de sus hélices y abrió varios agujeros en la popa, lo que provocó que su calado aumentara en cinco metros. Aun así, consiguió llegar a Novorossíisk, escoltado por el destructor Sposobny, donde fue reparado lo suficiente para que pudiera llegar a Poti donde se podrían hacer reparaciones más permanente. Estos trabajos duraron hasta octubre de 1942 y se aprovechó la oportunidad para reforzar su armamento antiaéreo.
Recibió el título de Guardias el 3 de abril en reconocimiento a su destacada actuación. Entre el 20 y el 23 de octubre, el Krasny Kavkaz y su buque gemelo el Krasny Krym y otros tres destructores transportaron a 12.600 hombres de la 8.ª, 9.ª y 10.ª Brigadas de Fusileros de la Guardia de Poti a Tuapsé para reforzar las defensas del puerto. En la noche del 4 de febrero de 1943, los soviéticos realizaron una serie de desembarcos anfibios al oeste de Novorossíisk, detrás de las líneas alemanas (véase Operación Kerch-Eltigen). Los cruceros Krasny Krym, Krasny Kavkaz y tres destructores proporcionaron fuego de apoyo naval para el desembarco principal, pero las tropas soviéticas fueron aniquiladas el 6 de febrero, aunque un desembarco secundario tuvo éxito.
El crucero Krasny Kavkaz fue retirado de las operaciones activas, el 6 de octubre de 1943, cuando los destructores Járkov, Besposhchadny y Sposobny bombardearon las ciudades de Yalta, Alushta y Feodosia en Crimea, posteriormente, durante su viaje de regreso, fueron atacados por bombarderos en picado Junkers Ju-87 Stukas y hundidos, con grave pérdida de vidas. Este incidente llevó a Stalin a emitir una orden prohibiendo el uso de buques del tamaño de un destructor o más grandes sin su permiso expreso, permiso que no fue otorgado durante el resto de la guerra.

### Posguerra
Poco se sabe sobre sus actividades después del final de la guerra, aparte de que fue redesignado como buque escuela el 12 de mayo de 1947. En 1951, el Krasny Kavkaz fue asignado como buque objetivo para las pruebas de misiles antibuque KS-1 Kometa (AS-1 Kennel). Fue hundido el 21 de noviembre de 1952, de forma bastante inesperada por un primer impacto de un misil equipado con ojivas, que lo partió par la mitad hundiéndose en menos de tres minutos.